# 2067 (film)
2067 – australijski film science fiction z 2020 roku w reżyserii Setha Larneya, z udziałem Kodiego Smita-McPhee i Ryana Kwantena. Film porusza tematykę zmian klimatycznych i podróży w czasie, ukazując przyszłość, w której ludzkość stoi na skraju wyginięcia z powodu braku tlenu.

## Fabuła
W roku 2067 Ziemia została zdewastowana przez zmiany klimatyczne i trwającą wojnę nuklearną. Jedynie miasto w ruinach Australii zdołało przetrwać dzięki syntetycznemu tlenowi, który jednak jest skażony i stopniowo powoduje śmiertelną chorobę zwaną „Sickness”. Ethan Whyte, pracownik utrzymania reaktora jądrowego, opiekuje się swoją żoną Xanthe, która cierpi na tę chorobę. Pewnego dnia zostaje wezwany przez Reginę Jackson, dyrektor operacyjną firmy Chronicorp, która informuje go, że podczas testu prototypu maszyny czasu o nazwie „Chronical” otrzymano wiadomość z przyszłości z prośbą o wysłanie Ethana. W nadziei na uratowanie ludzkości Ethan zgadza się na podróż w przyszłość. Po przybyciu do roku 2474 odkrywa, że Ziemia pokryta jest bujną roślinnością, ale nie ma śladów ludzkiego życia. Znajduje również szkielet w swoim kombinezonie z dziurą po kuli w czaszce, co sugeruje jego własną śmierć w przyszłości. W miarę postępu fabuły Ethan odkrywa mroczne sekrety dotyczące misji i prawdziwych intencji firmy Chronicorp.

## Obsada
- Kodi Smit-McPhee jako Ethan Whyte
- Ryan Kwanten jako Jude Mathers
- Sana'a Shaik jako Xanthe Whyte
- Aaron Glenane jako dr Richard Whyte
- Deborah Mailman jako Regina Jackson
- Leeanna Walsman jako Selene Whyte

## Produkcja
Reżyser Seth Larney, mający doświadczenie w pracy nad efektami wizualnymi w filmach takich jak Matrix Reaktywacja i X-Men Geneza: Wolverine, rozpoczął rozwijanie pomysłu na 2067 w 2005 roku. Film otrzymał wsparcie finansowe od Screen Australia, South Australian Film Corporation oraz Adelaide Film Festival Investment Fund. Zdjęcia realizowano w Orange (Nowa Południowa Walia) oraz w Adelaide Studios.

## Premiera i odbiór
Film miał premierę w Stanach Zjednoczonych 2 października 2020 roku, będąc wyświetlanym w 15 kinach oraz dostępny online. Australijska premiera odbyła się podczas otwarcia Adelaide Film Festival 14 października 2020 roku. 2067 spotkał się z mieszanymi recenzjami krytyków. Na Rotten Tomatoes film posiada ocenę 31% na podstawie 39 recenzji, ze średnią oceną 4,7/10. Brian Tallerico z RogerEbert.com przyznał filmowi dwie gwiazdki na cztery, chwaląc pomysł, ale krytykując wykonanie i dialogi.

## Tematyka i przesłanie
2067 porusza kwestie związane ze zmianami klimatycznymi, etyką korporacyjną oraz konsekwencjami technologii. Film ukazuje dystopijną wizję przyszłości, w której ludzkość zmaga się z efektami własnych działań, podkreślając znaczenie odpowiedzialności ekologicznej i moralnej.